# Anthony Kershaw
John Anthony Kershaw (14 décembre 1915-29 avril 2008) est député conservateur britannique pendant 32 ans, de 1955 à 1987. Il est ministre subalterne dans les années 1970. Il est également avocat, officier de cavalerie de la Seconde Guerre mondiale, joueur de rugby amateur et chef d'entreprise.

## Jeunesse et éducation
Kershaw est né au Caire, le deuxième fils de Jack F. Kershaw, un juge à la Cour d'appel du Caire, et de son épouse, Anne, qui est originaire du Kentucky. Il fait ses études au Collège d'Eton, où il joue au cricket. Son père meurt quand il a 13 ans, et son frère aîné, Overton, deux ans plus tard. Kershaw étudie le droit au Balliol College d'Oxford, où il se lie d'amitié avec son contemporain Edward Heath. Il devient avocat et est admis au barreau d'Inner Temple en 1939.
Il épouse Barbara Edith Crookenden, fille de l'avocat Harry Crookenden, en 1939. Ils ont deux filles et deux fils nommés Carolyn, Harry, Cecilia et George.

## Service militaire
Au début de la Seconde Guerre mondiale, Kershaw sert avec la police de la Tamise, puis est nommé sous-lieutenant dans les 16e / 5e lanciers le 15 juin 1940. Il est promu capitaine temporaire et atterrit en Afrique du Nord en novembre 1942 dans le cadre de l'opération Torch. Il sert dans des chars et reçoit la Croix militaire (MC) pour ses actions au nord de Kasserine Gap en Tunisie en 1943. Le 21 février 1943, il est officier d'état-major de brigade (GSO3) avec la 26e brigade blindée (qui comprend son propre régiment entre autres) et commande le char de commandement de la brigade. Le brigadier commande depuis une voiture de reconnaissance dont la radio est tombée en panne. Kershaw, malgré les tirs de mitrailleuse et d'artillerie, court à plusieurs reprises de son char à la voiture de reconnaissance et en arrière, pour prendre les ordres du brigadier, qu'il relaye sur la radio du char. Le lendemain, une contre-attaque allemande est jugée imminente. Kershaw se porte volontaire pour piloter son char, qui a été désactivé, pour apporter des tirs supplémentaires aux forces en progression; malgré sa vulnérabilité aux tirs d'artillerie car il est en pleine vue sur une route.
Promu major provisoire, il débarque en Normandie trois jours après le jour J (J + 3) en tant que major de brigade (GSO1) d'une brigade blindée et combat dans le nord de la France et en Belgique, avant de devenir instructeur au Collège d'état-major de Camberley. Après la guerre, il est transféré au Régiment d'Inns of Court de l'armée territoriale le 6 mai 1948, reprenant son grade de capitaine de guerre. Il est transféré dans la réserve d'officiers de l'AT le 16 août 1949 et reçoit le grade honorifique de major. Il revient au service actif, rejoignant les Royal Gloucestershire Hussars comme capitaine une fois de plus, le 25 mai 1951. Il retrouve le grade de major le 13 mars 1954, et est promu lieutenant-colonel le 6 avril 1955, et commande le régiment jusqu'à ce qu'il soit de nouveau transféré à la réserve d'officiers de l'AT le 7 avril 1958.

## Carrière politique
Kershaw retourne au barreau après la guerre. Il est également membre du London County Council de 1946 à 1949 et conseiller du Westminster City Council de 1947 à 1948. Il joue au rugby pour les Harlequins.
Kershaw se présente à Gloucester en 1950 et 1951. Il est élu député de Stroud en 1955, restant à ce poste jusqu'à sa retraite aux élections générales de 1987, avec une majorité considérablement accrue. Il soutient le service national dans son discours inaugural. Il devient secrétaire privé du secrétaire d'État à la guerre, Antony Head, en 1956, et Secrétaire parlementaire privé (PPS) d'Edward Heath en 1963, lorsque Heath est secrétaire d'État à l'industrie, au commerce et au développement régional et président du conseil d'administration du commerce. Il est membre de l'exécutif du Comité 1922 de 1964 à 1966 et reprend le poste de PPS de Heath en 1967, lorsque Heath est chef de l'opposition. Kershaw représente les conservateurs au Conseil de l'Europe et dans l'Union de l'Europe occidentale. Après le retour au pouvoir des conservateurs après les élections générales de 1970, Kershaw devient ministre subalterne dans le gouvernement conservateur de 1970-1974, d'abord comme secrétaire parlementaire au ministère des Travaux publics (1970), puis, après la mort de Iain Macleod, en tant que sous-secrétaire d'État parlementaire au ministère des Affaires étrangères et du Commonwealth (1970-1973), et enfin sous-secrétaire parlementaire au ministère de la Défense avec la responsabilité de la Royal Air Force (juin 1973 - janvier 1974), en remplacement d'Antony Lambton qui a démissionné après un scandale sexuel.
Il est indéfectiblement fidèle au successeur de Heath, Margaret Thatcher, mais ses opinions politiques (il soutient l'avortement mais s'oppose à la peine de mort ; il soutient également l'Union européenne et la réforme électorale) lui interdisent de poursuivre ses fonctions ministérielles. Il est président du comité spécial des affaires étrangères de la Chambre des communes de 1979 à 1987, puis de nouveau membre de l'exécutif du comité 1922 de 1983 à 1987. Il est fait chevalier dans les honneurs du Nouvel An de 1981.
En 1984, il reçoit des informations par Tam Dalyell concernant le naufrage du général Belgrano dans la guerre des Malouines, qui montrent que l'intégralité des faits n'a pas été rendu publique. Kershaw envoie les informations au ministère de la Défense, qui identifie la fuite comme provenant de Clive Ponting, qui est jugé (mais acquitté) pour une infraction en vertu de l'article 2 de la loi de 1911 sur les secrets officiels.
Kershaw rejoint le Comité national pour la réforme électorale en 1976 et est vice-président du British Council de 1974 à 1987. Il poursuit son travail juridique et est conseiller de British American Tobacco et de l'Association of British Marine Tools. Ayant gardé le guichet à Eton, il joue ensuite pour l'équipe de cricket de la Chambre des communes.
Il est vice-lieutenant de Gloucestershire en 1989, et vice-Lord-lieutenant de 1990 à 1993.
Il chasse avec le Beaufort Hunt et le Berkeley Hunt, et aime également le tir, la traque et le jardinage. Il meurt à Didmarton dans le Gloucestershire.